# NGC 3918
NGC 3918 est une nébuleuse planétaire située dans la constellation du Centaure. Elle a été découverte par l'astronome écossais James Dunlop en 1826. On lui donne aussi le nom de Planétaire bleu (Blue planerary),.

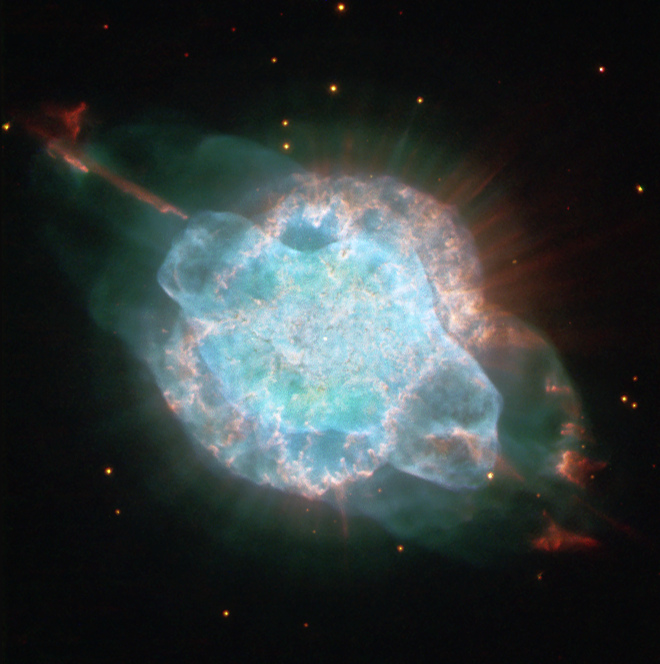
Par Judy Smith, d'après les données du télescope spatial Hubble.

## Observation
Avec une magnitude visuelle apparente de 8,1, on doit utiliser des jumelles dont l'ouverture est de 40 à 250 mm pour l'observer ou un petit télescope.  

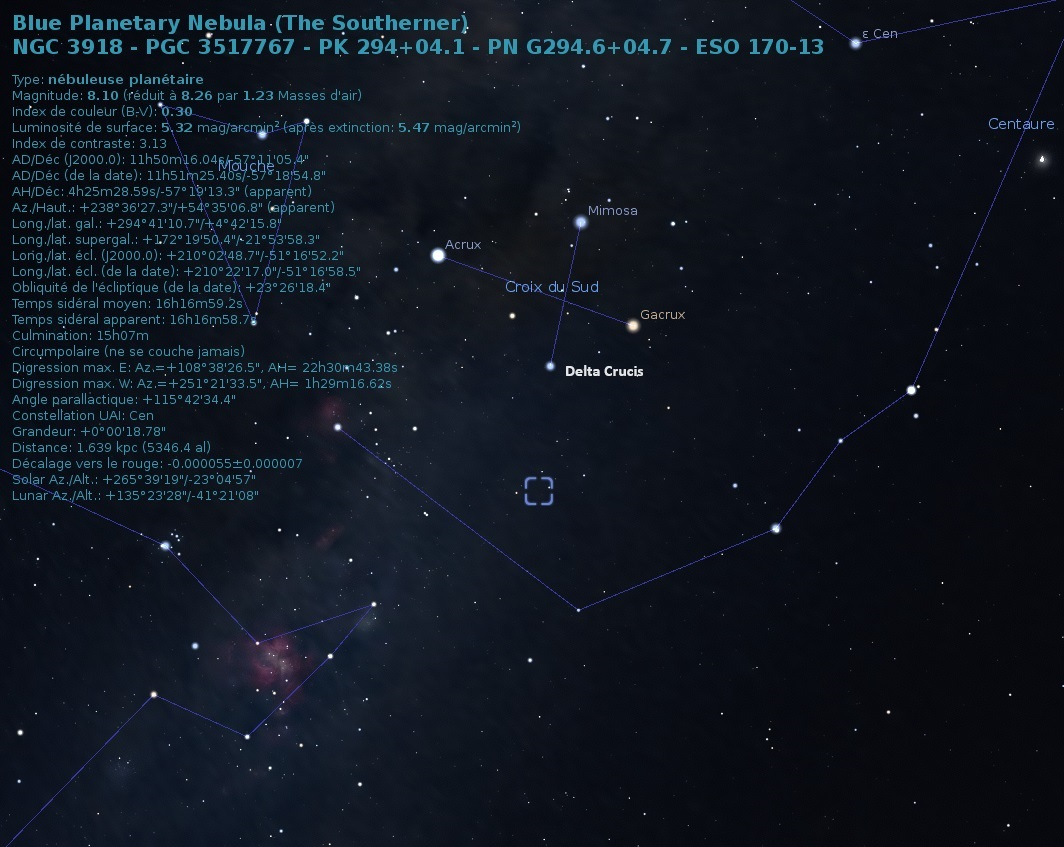
Localisation de NGC 3918 dans la constellation de Pégase. (Stellarium)

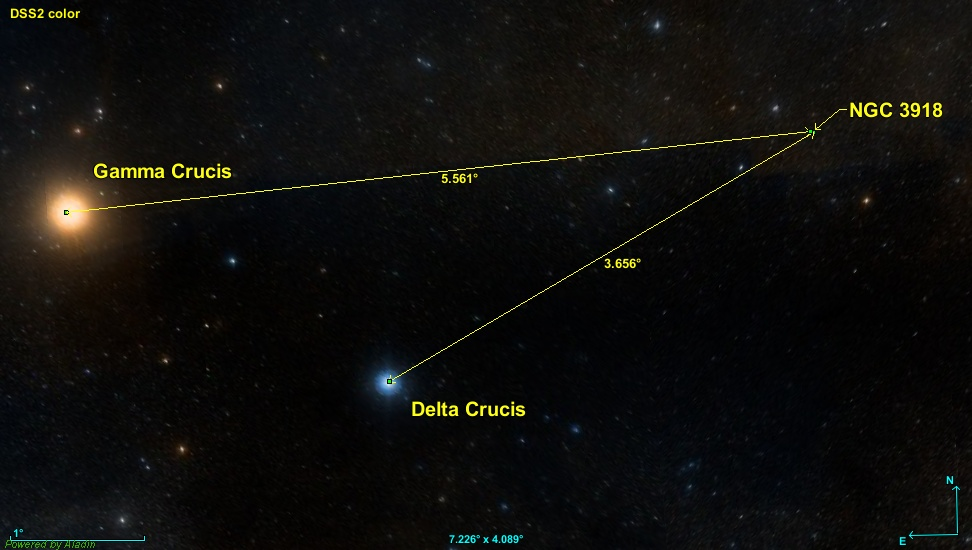
Position de NGC 3918 par rapport à deux étoiles de la constellation de la Croix du Sud.

La nébuleuse NGC 3918 est située près de la frontière de la constellation de la Croix du Sud à environ 5,6 degrés au nord-ouest de l'étoile Gamma Crucis et à 3,7 degrés au nord-ouest de Delta Crucis.

## Caractéristiques

### Distance, taille et vitesse
Le logiciel en ligne Aladin Lite permet de consulter les données astronomiques de plusieurs catalogues, dont le « GAIA EARLY DATA RELEASE 3 (GAIA EDR3) ». La parallaxe de NGC 3918 est égale à 0,219 5 ± 0,073 5 mas, ce qui correspond à une distance de 4556 +2294
−1143 pc.
Selon les sources, la taille apparente de la nébuleuse est de 0,32′ ou de 0,38′, ce qui, compte tenu de la distance et grâce à un calcul simple, équivaut à une taille réelle de 1,75 ± 0,72 al.
Deux valeurs identiques de la vitesse sont indiquées sur la base de données Simbad, soit −16,4 ± 2,0 km/s,.

### Halo

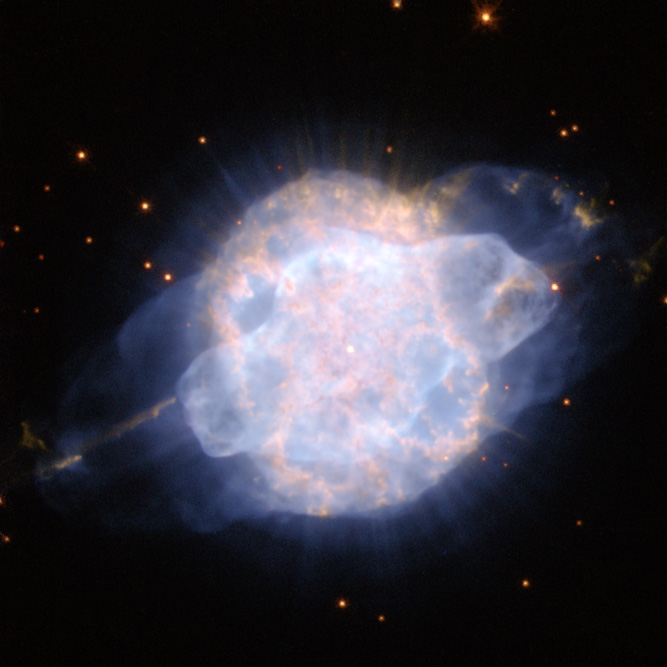
NGC 3918 par le télescope spatial Hubble.

Le halo de NGC 3918 est rond et son rayon est de 60". Si l'on tient compte de ce halo, la taille réelle de cette nébuleuse atteint dans sa plus grande dimension 6,5 al. Le halo est éclairée par le nord et il présente plusieurs nœuds dans cette région. La caractéristique la plus intéressante du halo est la série de cercles concentriques et de rayons de sa région interne que l'on peut aussi observée sur les images du télescope spatial Hubble. Ces cercles et rayons sont autant visibles en lumière H alpha qu'en lumière de l'O III. L'âge du halo de la nébuleuse serait 37 000 ans et celui de la nébuleuse interne de 4 000 ans.

## Étoile centrale
Selon Freeman et ses collègues, la température de l'étoile centrale avoisine les 215 kK et elle est de type spectral O(H)?. Le rayon et l'âge de la nébuleuse sont respectivement d'environ 0,08 pc et de 3 000 ans. La morphologie de la nébuleuse est elliptique. La nébuleuse est symétrique et présente une structure interne. Une source diffuse de rayon X est présente dans celle-ci. Elle est aussi entourée d'un halo. Selon Corradi et ses collègues, la température de l'étoile centrale est de 148 kK ({\displaystyle Log(T)=5,17}) et sa luminosité est de 3 090 {\displaystyle L_{\odot }} ({\displaystyle Log(L)=3,49}).